# Sphaerospora koreana
Sphaerospora koreana is een microscopische parasiet uit de familie Sphaerosporidae. Sphaerospora koreana werd in 2001 beschreven door Cho & Kim. 